# Alfta
Alfta is een dorp in Centraal-Zweden, in de gemeente Ovanåker, de provincie Gävleborgs län en het landschap Hälsingland.
Het dorp ligt tussen Edsbyn en Bollnäs, aan de rivier Voxnan (een zijrivier van Ljusnan). In 2005 had het dorp 2185 inwoners.
Alfta is bekend door de traditionele Hälsinglandse boerderijen.

## Verkeer en vervoer
Bij de plaats lopen de Riksväg 50 en Länsväg 301.
De plaats had vroeger een goederenstation aan de hier opgeheven spoorlijn Bollnäs - Orsa.

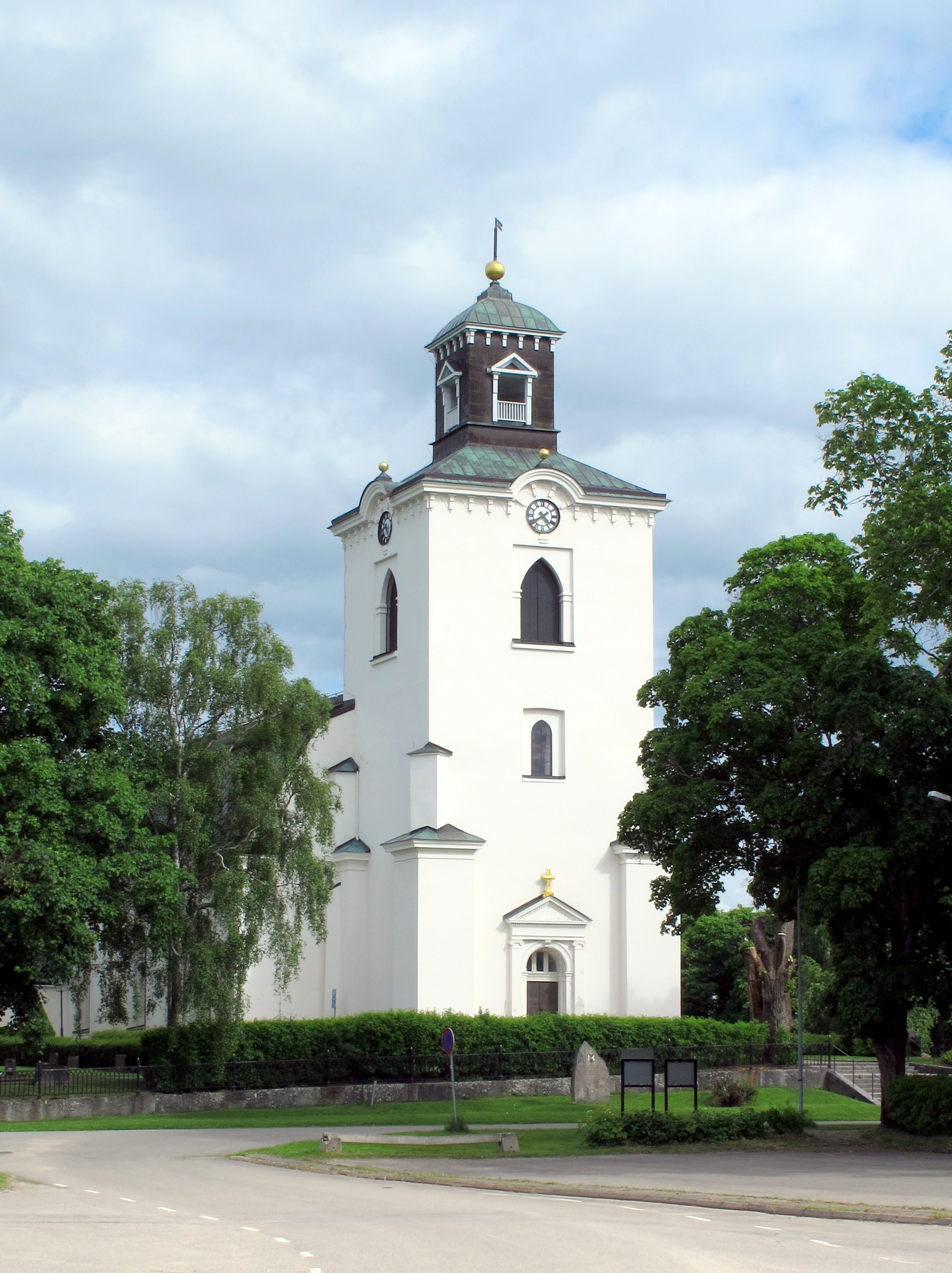
Kerk